# Chilenische Araukarie
Die Chilenische Araukarie (Araucaria araucana), auch Andentanne, Chiletanne, Schlangenbaum, Schuppentanne, Affenschwanzbaum, Affenbaum, Chilenische Schmucktanne oder Monkey Puzzle Tree genannt, in der örtlichen Sprache Mapundungun von der indigenen Bevölkerung Pewen oder Pehuén genannt, ist eine Pflanzenart aus der Gattung der Araukarien (Araucaria) in der Familie der Araukariengewächse (Araucariaceae).
Fossile Funde verwandter Arten der rezenten Araucaria datieren bis zu einem Alter von 90 Millionen Jahren (Gattung Wollemia), womit die Familie der Araucariaceae eine der ältesten Baumfamilien der Welt ist.
Die Chilenische Araukarie wurde in Europa durch den Biologen und Mediziner Archibald Menzies etwa im Jahr 1795 bekannt gemacht. Der englischsprachige Trivialname „Monkey Puzzle Tree“ rührt von einem Kommentar eines Engländers um 1800, der meinte, diesen Baum mit seinen dolchartigen Blättern zu erklimmen, sei selbst für einen Affen eine kaum lösbare Aufgabe (allerdings leben im natürlichen Verbreitungsgebiet der chilenischen Araukarie gar keine Affen). Auf Mapudungun, der Sprache der Mapuche, heißt dieser Baum pewen, in spanischer Schreibweise Pehuén; diese Bezeichnung setzt sich in der Englischen Sprache als Alternative durch.

## Beschreibung

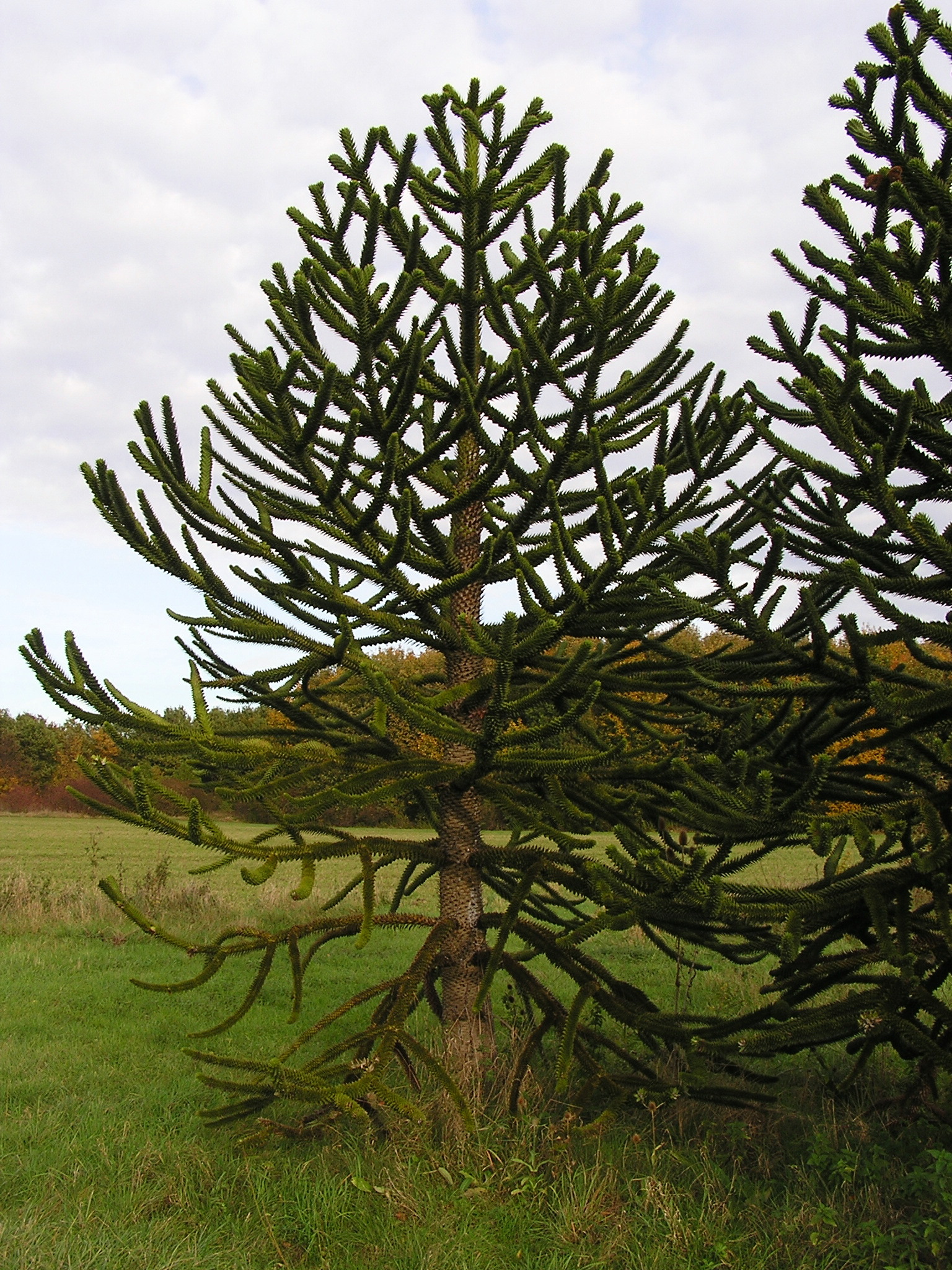
Habitus eines jungen Baumes

### Habitus

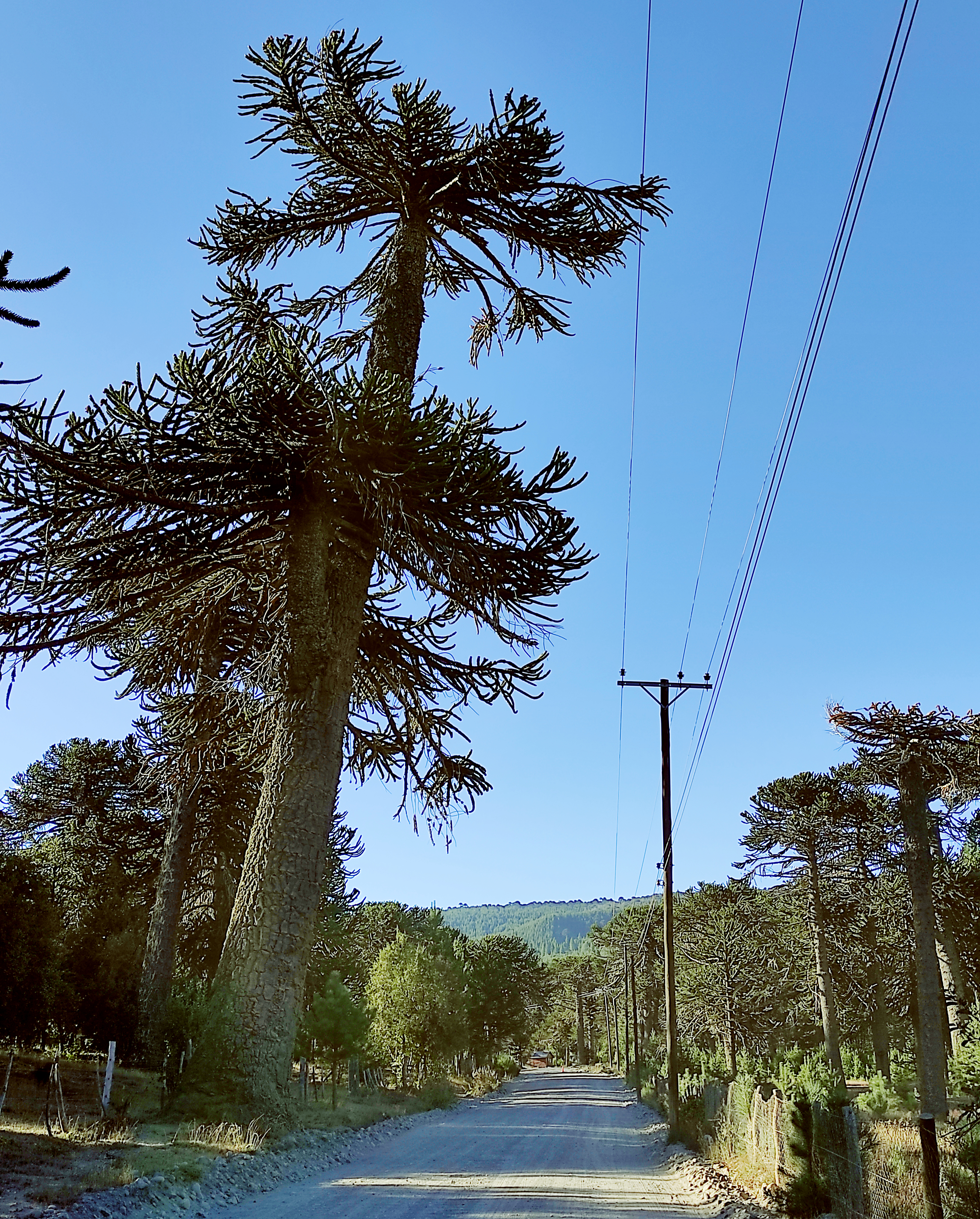
Ein sehr alter Pehuén Baum (Araucaria araucana) in La Angostura, Villa Pehuenia, Argentinien

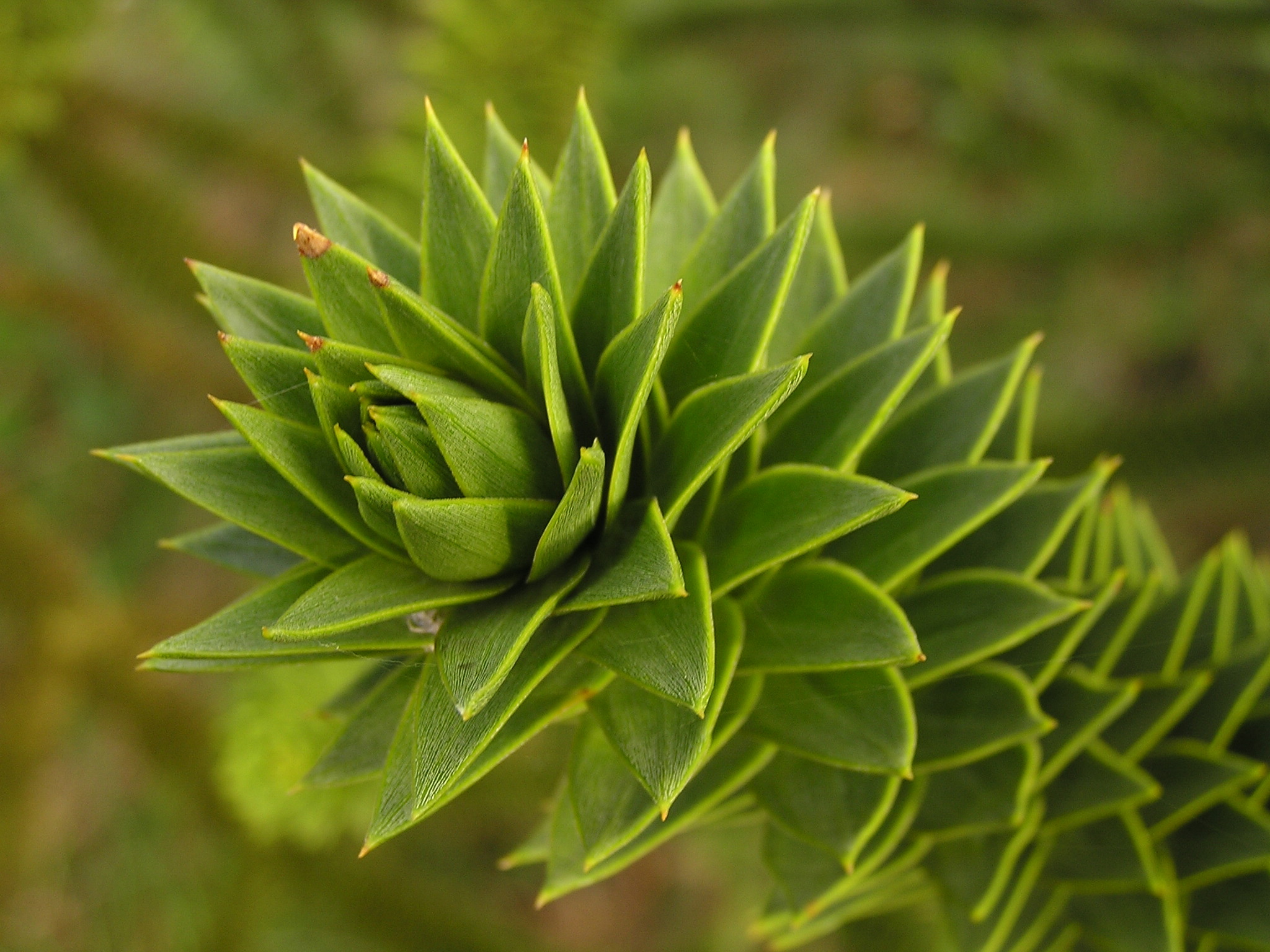
Zweig mit Blättern

Die Chilenische Araukarie ist ein immergrüner Baum, der in seiner Heimat Wuchshöhen von 30 bis 50 Metern und Stammdurchmesser von 1 bis 2 Metern erreicht. Chilenische Araukarien wachsen sehr langsam; der Jahreshöhenzuwachs beträgt selten mehr als 30 Zentimeter. Sie erreichen ein hohes Alter, so dass es 1.300 bis 2.000 Jahre alte Exemplare gab. Als Nutzholz wurden meist etwa 500 Jahre alte Bäume verwendet. Der Baum bildet mehrere tief gehende Wurzeln und eine eiförmige bis schirmförmige Krone aus. Alle Äste stehen in Quirlen von 3 bis 7 Zweigen zusammen und gehen waagerecht vom Stamm ab. Sie sind sehr biegsam. Nach etwa 100 Jahren werden die unteren Zweige abgeworfen, und der Stamm wird unten sichtbar; alte Bäume sind oft nur noch in der Spitze beastet. Der Stamm ist stets gerade und zylindrisch. Die Zweige sind frischgrün und dicht mit Blättern besetzt.

### Belaubung
Zweige, Äste und die Stämme von jungen Bäumen sind dachziegelartig mit den sehr harten und ledrigen schuppenförmigen, glänzend dunkelgrünen Blättern besetzt. Die dreieckigen Blätter sind 2,5 bis 3 Zentimeter lang und 1,5 bis 2 Zentimeter breit. Sie sind scharf in einen braunen Dorn zugespitzt und an den Rändern etwas gelb. Sie weisen an der Ober- und Unterseite Spaltöffnungen auf. Die Blätter sind spiralig am Zweig angeordnet.

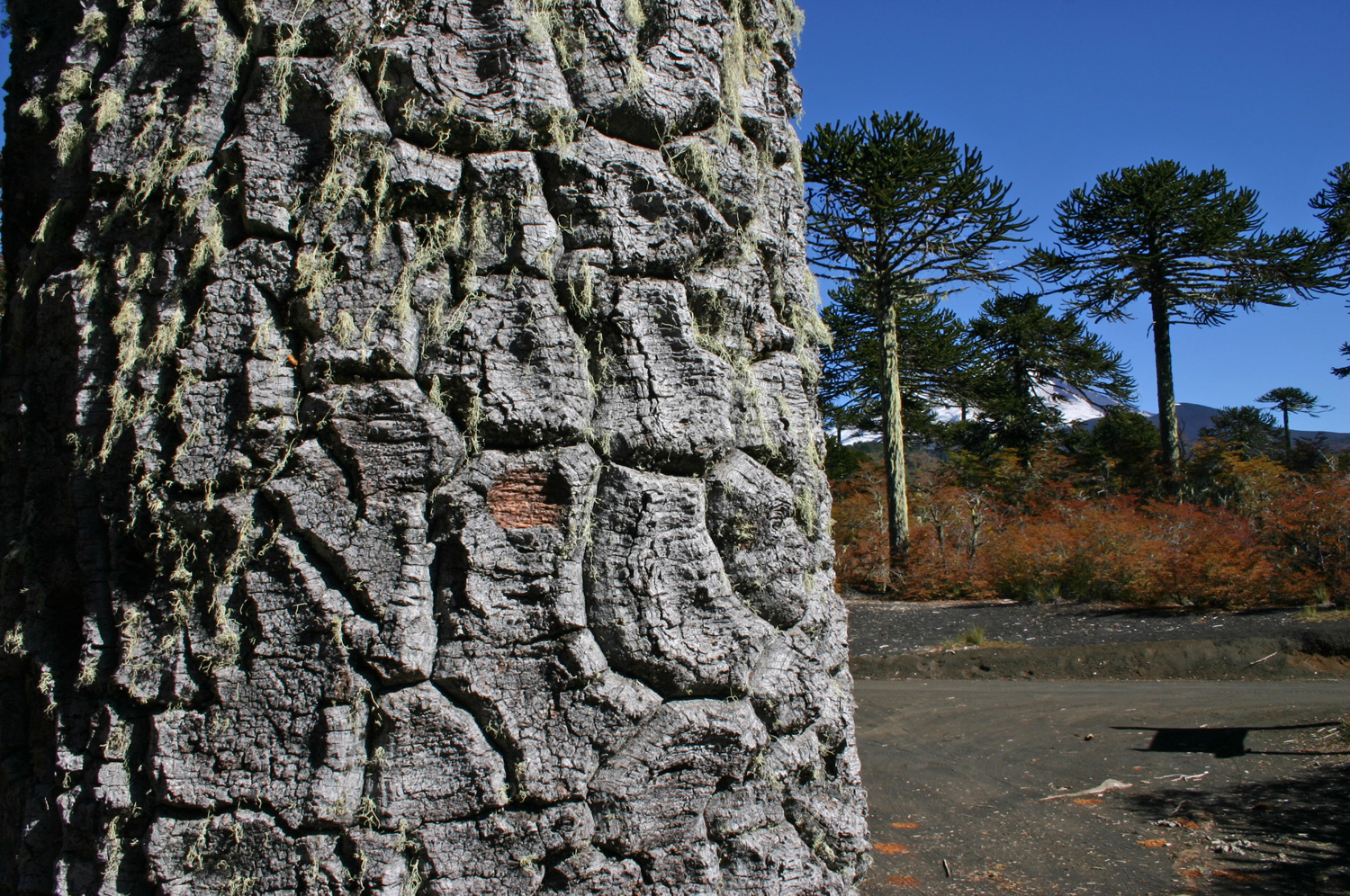
Borke

### Rinde und Borke
Die 10 bis 14 Zentimeter dicke Rinde mit dunkelgrauer Borke bietet der Chilenischen Araukarie Schutz vor Feuer und der Hitze heißer Asche nach Vulkanausbrüchen. Sie macht bis zu 25 % des Stammvolumens aus.

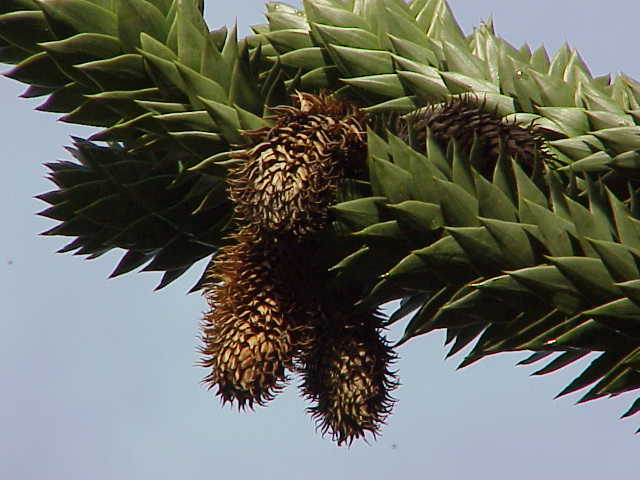
Männliche Zapfen unter den Zweigen

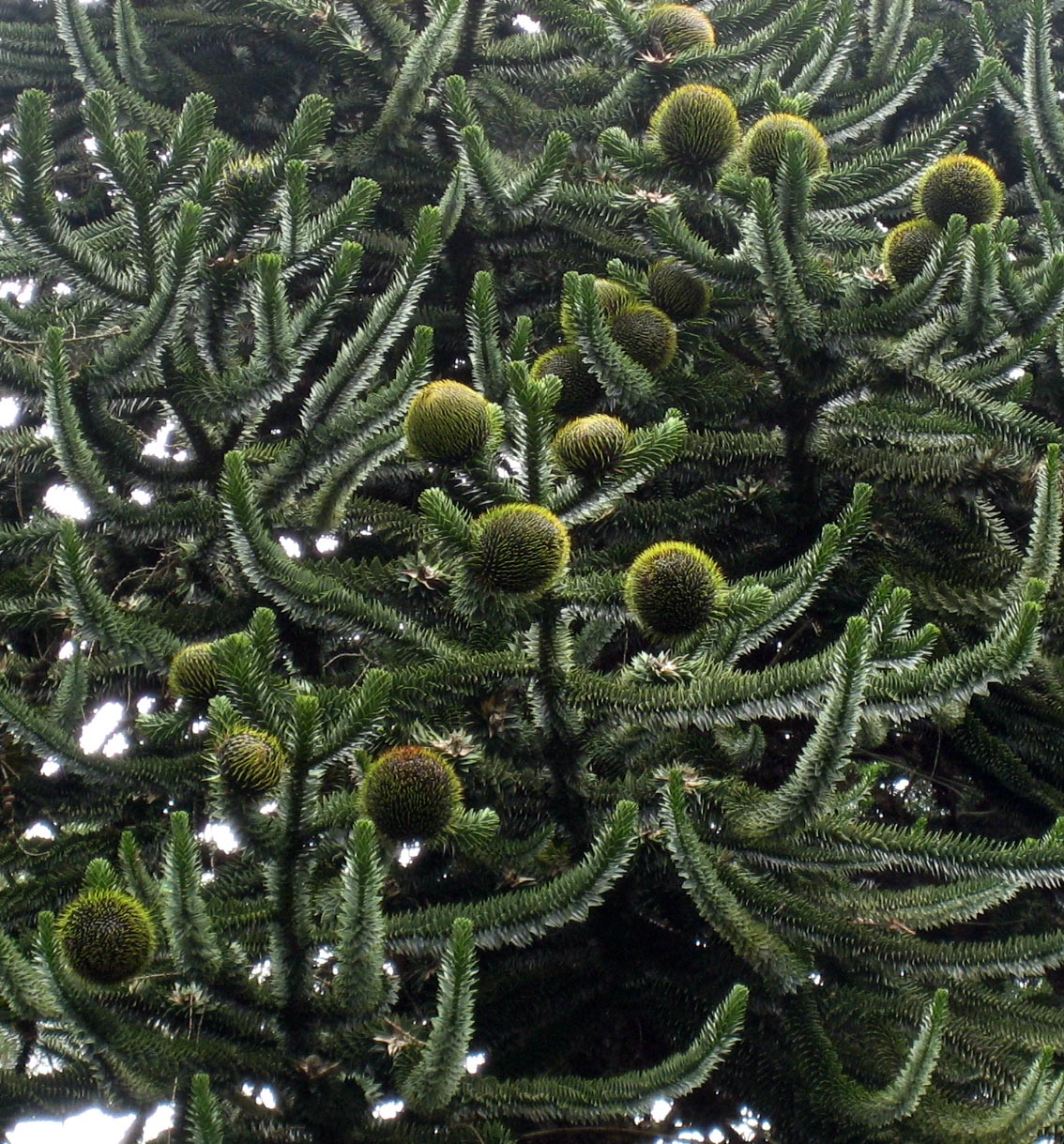
Weibliche Zapfen auf den Zweigen

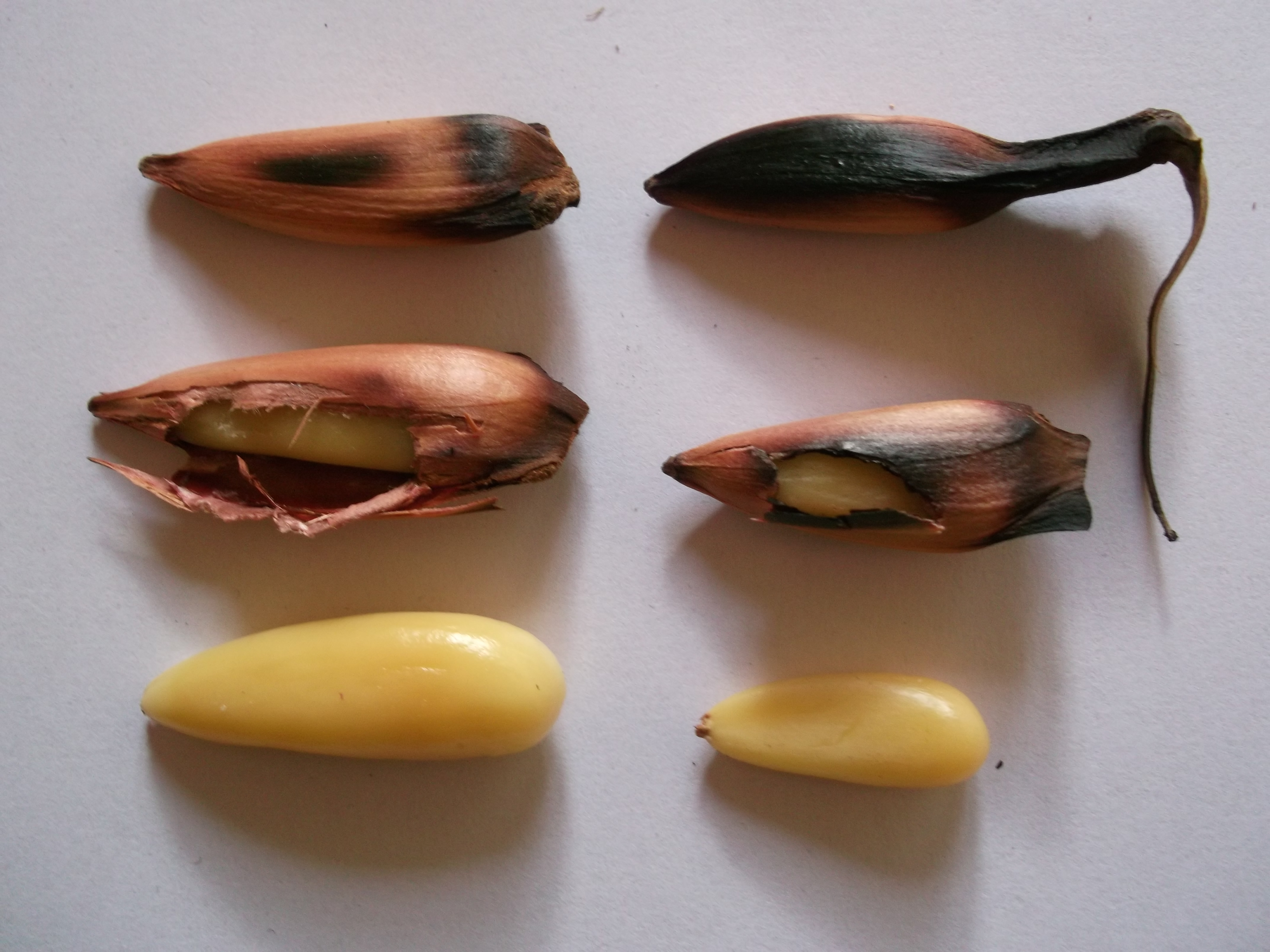
Die Samenkerne (piñones) von zwei Sorten (geröstet), 3 bis 5 Zentimeter lang

### Blüten, Zapfen und Samen
Die Chilenische Araukarie ist zweihäusig (diözisch) getrenntgeschlechtig und wird mit 15 Jahren mannbar. Die einzeln oder in Gruppen endständig aufrecht stehenden, männlichen Blütenzapfen sind zapfenförmig, dunkelbraun, etwa 8 bis 12 Zentimeter lang, 4 bis 5 Zentimeter breit und bleiben nach dem Pollenflug im Juni noch monatelang am Baum. Sie besitzen spiralig angeordnete, sich dachziegelartig überlappende, dornige Schuppen.
Die kugeligen weiblichen Blütenzapfen, cabezas (spanisch für „Köpfe“) genannt, erscheinen einzeln an der Oberseite der Zweige und reifen im zweiten Jahr. Sie weisen eine Länge von 10 bis 18 Zentimetern bei einem Durchmesser von 15 bis 20 Zentimetern auf, sind anfangs grün mit goldgelben Dornen und werden später zu braunen Zapfen, die noch am Baum aufbrechen und dann bis zu 200 ungeflügelte, rötlich-braune Samen freigeben. Diese werden piñones („Pinienkerne“) genannt, sind vier bis fünf Zentimeter lang und zwischen 1,5 und zwei Zentimeter breit. Sie haben einen leicht abgeflachten, länglich-keilförmigen Umriss. Das Tausendkorngewicht schwankt zwischen 3.300 und 5.000 g.

### Holz
Das ockergelbe Kernholz unterscheidet sich farblich nur geringfügig vom Splintholz. Die Jahresringe sind nur schwer zu erkennen. Die Rohdichte des Holzes liegt bei 0,67 g/cm³. Es hat günstige mechanische Eigenschaften und ist leicht zu bearbeiten.

### Chromosomenzahl
Die Chromosomenzahl beträgt 2n = 26.

## Verbreitung und Lebensraum
Die Chilenische Araukarie stammt aus den Anden in Chile (Región de la Araucanía) und Argentinien, genauer gesagt aus Südchile und aus Nord-Patagonien, vor  allem zwischen 37º und 40° südlicher Breite.
Auf der chilenischen Seite der Anden wächst sie in der gesamten Región de La Araucanía, den Süden der Región del Biobío bis zur Latitude 37°24´Süd am Vulkan Antuco (Nationalpark Laguna del Laja) als nördlichstem Punkt. Im Süden reicht das Verbreitungsgebiet bis in den äußersten Norden der Región de Los Ríos, bis 39º25' südlicher Breite am Vulkan Villarrica, der sich an der Grenze der Regionen Araukania und Los Ríos befindet.
Auf der argentinischen Seite der Anden erstreckt sich das Gebiet von Caviahue im Norden über Pino Hachada, die Ortschaften Villa Pehuenia und Moquehue, bis hinunter in die Nähe des Vulkans Lanín im westlichen Teil des Nationalpark Lanín; immer in der Nähe der Hauptwasserscheide der Anden die hier die Grenze zwischen Chile und Argentinien bildet. Also nur in den Höhenlagen der Anden des mittleren Westens der argentinischen Provinz Neuquén, die sich noch im Niederschlagsgebiet der vom Pazifik kommenden feuchten Westwinde befindet. Somit ist das Verbreitungsgebiet der Araukarie auf der argentinischen Seite sehr viel kleiner. Nur wenige Kilometer weiter östlich gehen die Wälder in eine trockene Strauch-Steppenvegetation über, bedingt durch den Regenschatten der Anden (Föhn).
Ein weiteres kleines unabhängiges Verbreitungsgebiet befindet sich in Chile im Nationalpark Nahuelbuta, der sich außerhalb der Anden in der gleichnamigen Küstengebirge westlich von Angol befindet, ebenfalls um die 37,7° südlicher Breite herum.
Die Chilenische Araukarie ist immergrün und wächst im gemäßigten Klima in Höhenlagen von 600 bis 1700 Metern. Die Niederschläge liegen zwischen 1.000 und 4.500 mm pro Jahr. Die Extremtemperaturen liegen bei −20 °C und +30 °C. Die gemäßigten Bergwälder Südamerikas bestehen vorwiegend aus verschiedenen Scheinbuchen-Arten. Nadelbäume wie die Araukarie oder die Patagonische Zypresse bilden nur im nördlichen Viertel der Südanden Nadel-Laubmischwälder. Die Araukarie ist mit Ausnahme vulkanisch geprägter Böden nirgends die Hauptbaumart. Der sogenannte „Gebirgs-Araukarien-Lorbeerwald“ im Norden des Verbreitungsgebietes wird aufgrund der Artenzusammensetzung vielfach noch den subtropisch-immerfeuchten Lorbeerwäldern zugerechnet, obwohl das Klima bereits kühlgemäßigt ist. Er besteht aus den dominanten sommergrünen Laubbaumarten Lenga- und Antarktische Scheinbuche, die zusammen mit der immergrünen Coihue-Südbuche und einigen anderen Laubbäumen in 20 bis 30 Metern Höhe das eigentliche Kronendach des Waldes ausmachen, während die bis zu 60 Meter hohen Araukarien als Übersteher eine lockere obere Baumschicht bilden. Es wird allerdings diskutiert, ob es sich tatsächlich um eine „fertige“ Schlusswaldgesellschaft handelt oder eher um ein Sukzessionsstadium hin zu einem reinen Araukarienwald (in späteren Jahrhunderten).
In Europa ist die Araukarie nur in den milderen Gegenden Nordwesteuropas winterhart und erreicht dort Wuchshöhen von bis zu 30 bis 50 Meter. In den wärmsten Lagen Deutschlands (zum Beispiel Botanischer Garten beim Schloss Karlsruhe) gedeiht sie zufriedenstellend. Sogar entlang der Fjordküste des nördlichen Südnorwegens, zum Beispiel in Ålesund und zwischen Ålesund und Stordal, finden sich beeindruckende zapfenbildende Exemplare.

## Nutzung

### Holznutzung
Das hochwertige Holz wird unter anderem zum Haus-, Boots- und Brückenbau verwendet. Es findet auch als Furnier Verwendung.

### Nutzung als Nahrungsmittel
Die einheimischen Indianer, insbesondere die zu den Mapuche zählenden Pehuenchen, dessen Bezeichnung sich vom Namen des Baumes herleitet, haben durch Ernte und Lagerung der piñones als ihrem praktisch alleinigen Nahrungsmittel die Winter in den Bergen überlebt. Gekocht oder geröstet kann den Kernen die Schale abgezogen werden, ähnlich wie bei einer Esskastanie; sie schmecken nach einer Mischung aus Kartoffel, Mandel und Erdnuss.
Bedürftige Familien in Südchile bekommen im Zuge der staatlichen Unterstützung ein Stück Land mit Araukarien zugewiesen und können von der Ernte selbst leben und die überschüssigen Kerne verkaufen. Dazu ziehen sie in den Herbstmonaten (meistens März) mit dem Zelt in die Berge und holen die Fruchtzapfen mit einem Lasso vom Baum, um die Früchte einzusammeln.

### Nutzung als Ziergehölz
Vor allem auf den britischen Inseln, aber auch in anderen milden Gegenden Europas, einschließlich in Deutschland wird die Chilenische Araukarie aufgrund ihres sehr exotischen Erscheinungsbildes als Park- und Zierbaum gepflanzt. Auch in anderen Teilen der Welt wird sie zu diesem Zweck genutzt. Da sie Getrenntgeschlechtlich sind, es also männliche und weibliche Individuen gibt, kann ein einzelner Baum weder Samen bilden, noch sich geschlechtlich fortpflanzen.

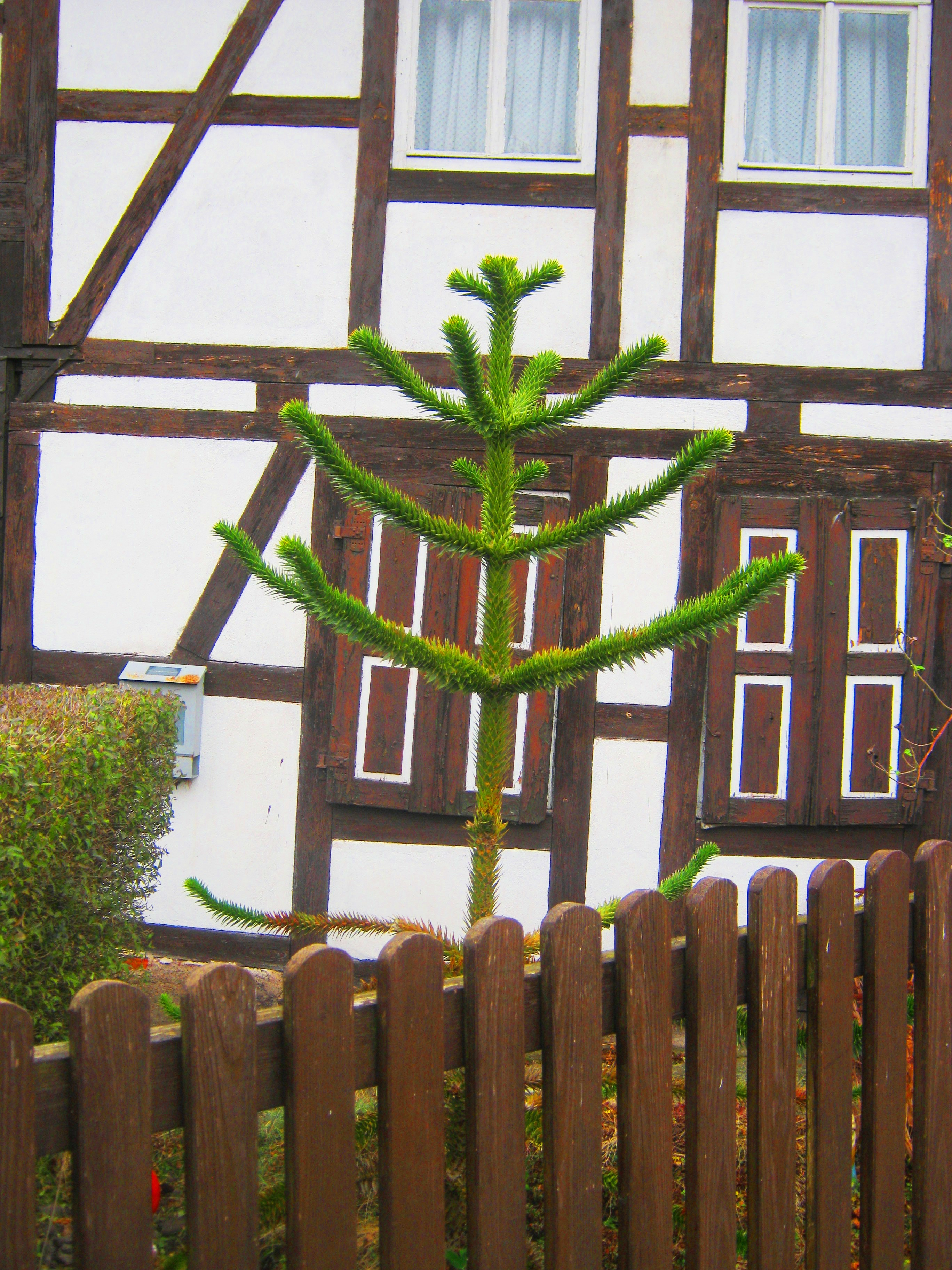
Junge Araucaria araucana im Vorgarten eines Fachwerkhauses in Hamma, Landkreis Nordhausen, Deutschland

Bei einer Neupflanzung ist zu beachten, dass sie genügend Wasser erhält. Ansonsten benötigt sie keine besondere Pflege.

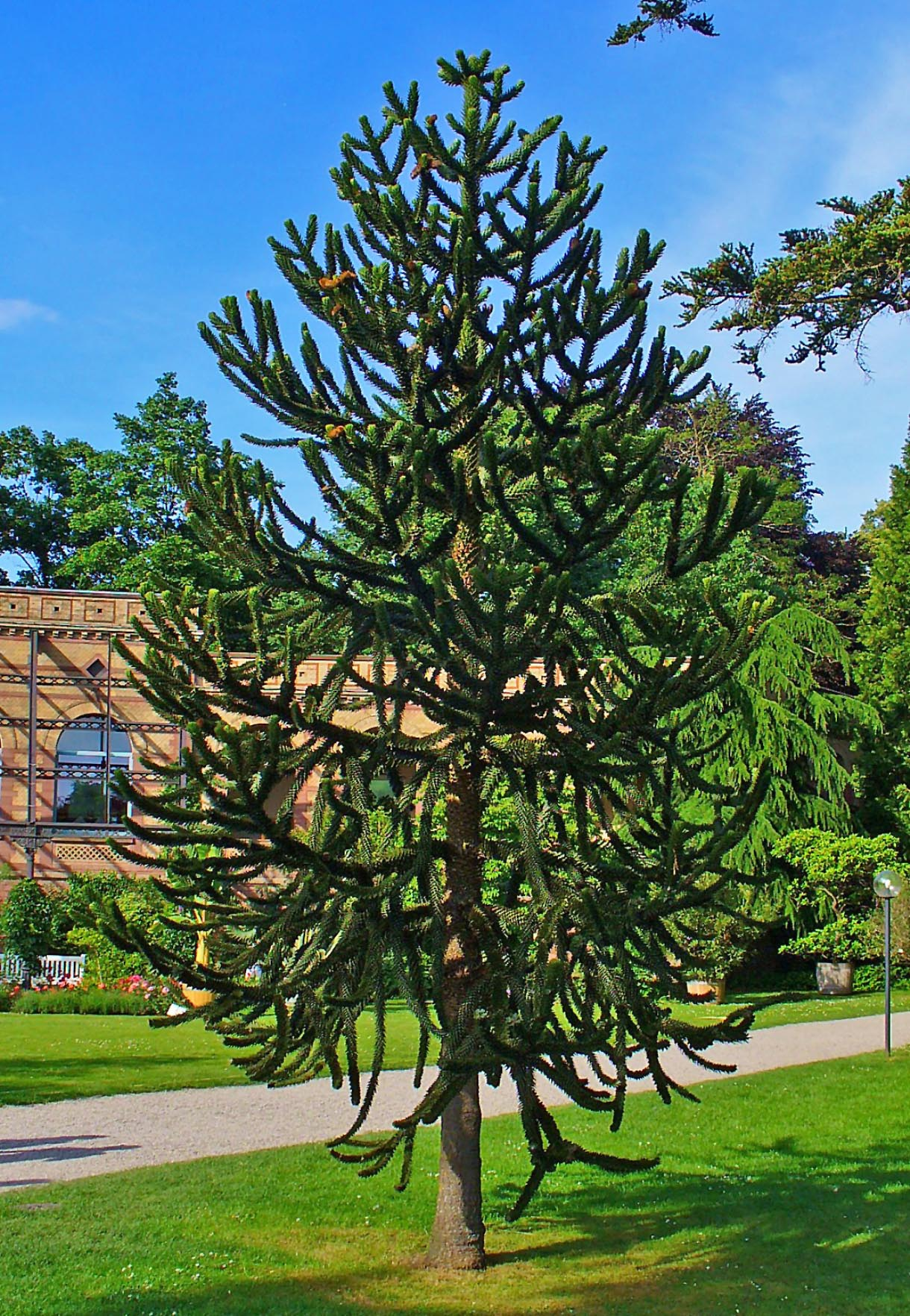
Habitus der Chilenischen Araukarie
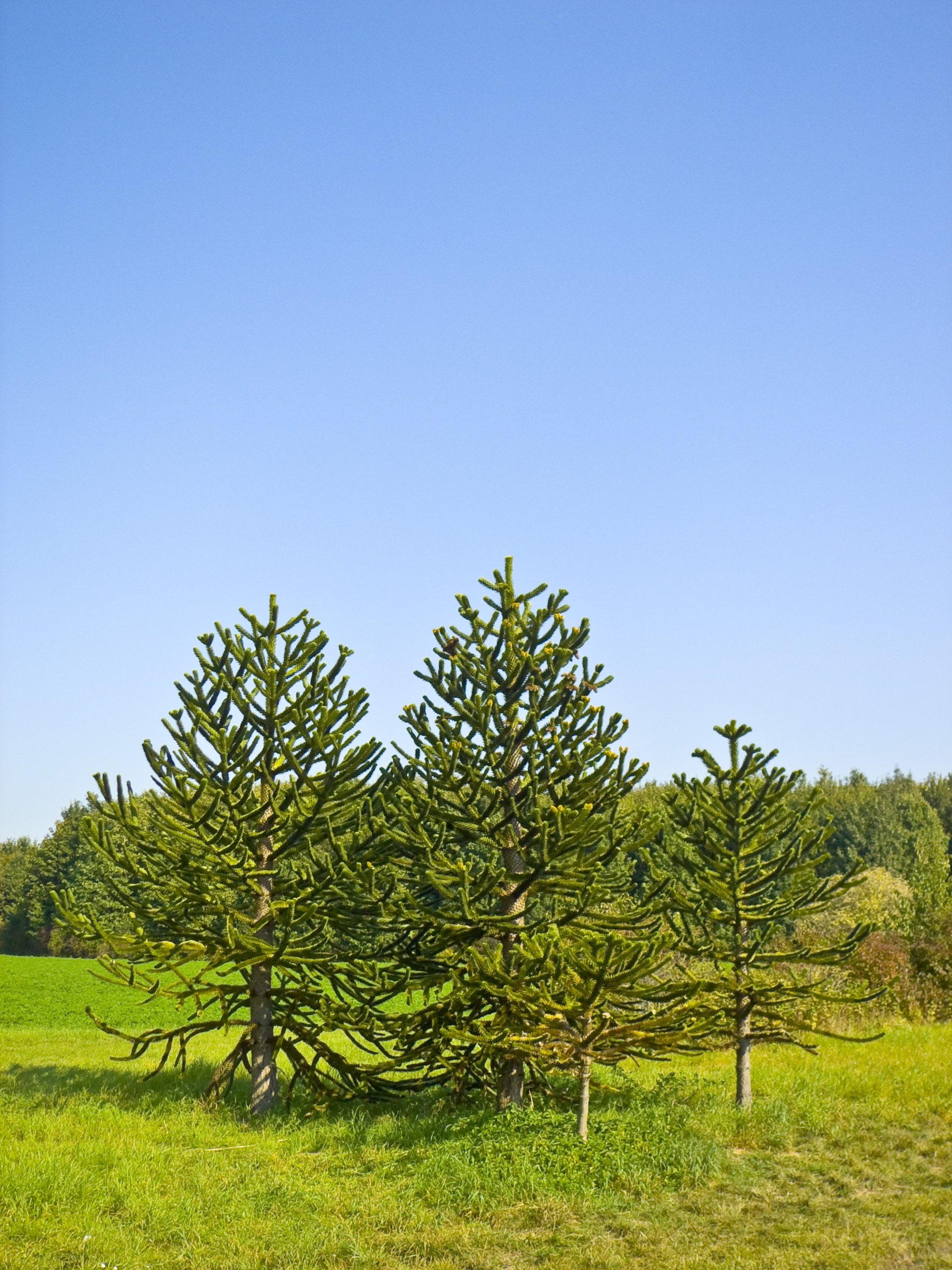
Gruppe im Arboretum Main-Taunus
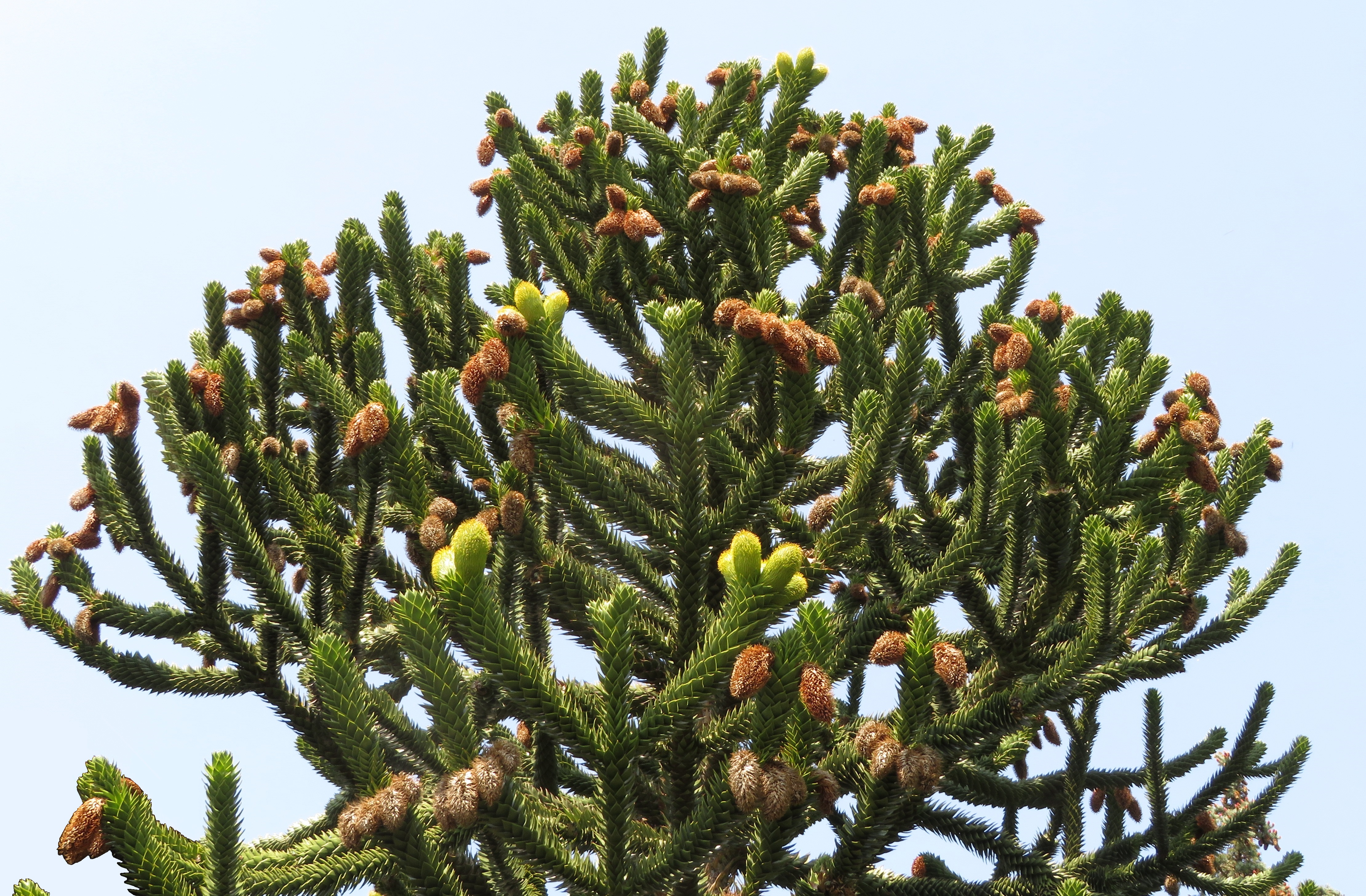
Baumkrone
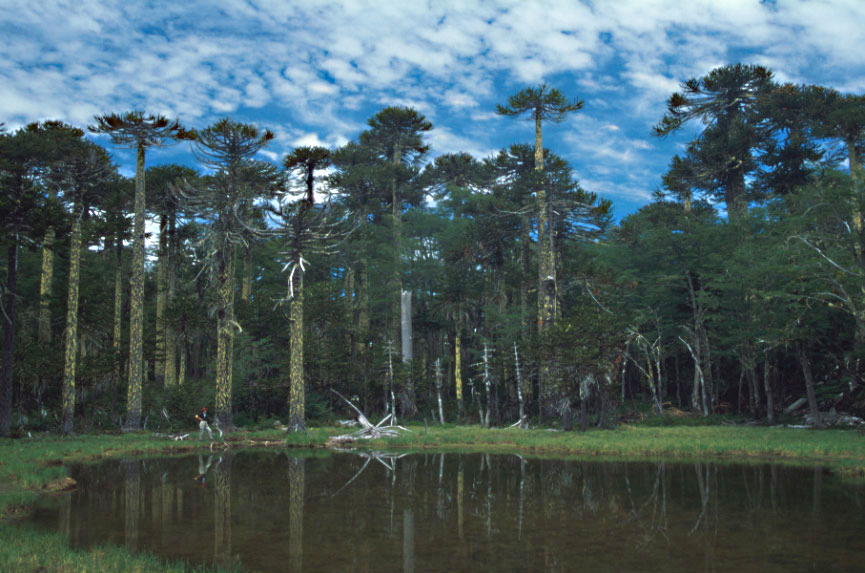
Araukarien im Nationalpark Huerquehue, Chile
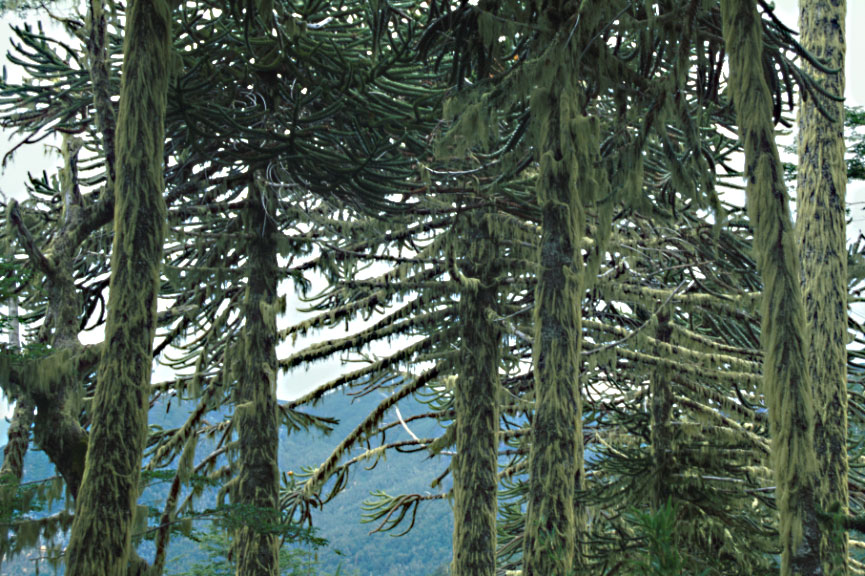
Araukarien im Nationalpark Villarrica, Chile

## Gefährdung und Schutz

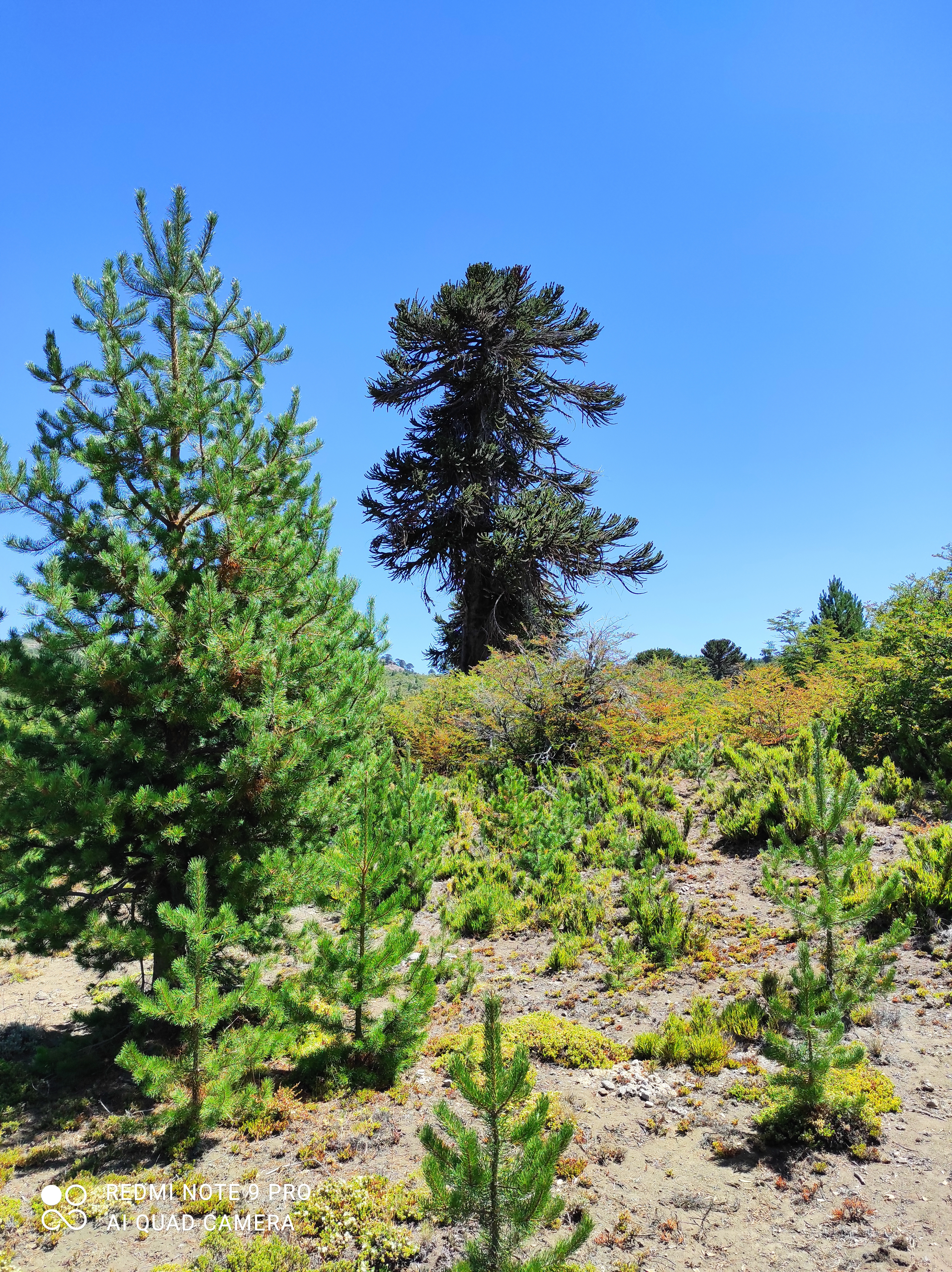
Ein Pehuén Baum (Araucaria araucana) wird von eingeschleppten, hier exotischen, jungen, schnell wachsenden und sich verbreitenden Kiefern bedroht. Aufnahme westlich von Villa Pehuenia, Argentinien

Wegen des langen und geraden Stammes wird der Baum gerne als Nutzholz geschlagen und ist in Chile vom Kahlschlag bedroht.
Eine weitere ernsthafte Bedrohung sind eingeschleppte invasive Spezien, die schneller wachsen, sich stärker verbreiten durch die hier häufigen starken Winde fliegenden leichteren Samen. Dazu gehören die zur Zellulose- und Papierherstellung von der nördlichen Hemisphäre eingeführten Kiefern, hier die besonders aggressive kalifornische Monterey-Kiefer (Pinus radiata). In der milderen Cordillera Nahuelbuta kommen noch verschiedene Eukalyptusarten dazu, die bereits große Gebiete der einheimischen Vegetation verdrängt haben.
Der Handel ist inzwischen weltweit verboten, die Araukarie wird auf der Roten Liste als „stark gefährdet“ („endangered“) geführt. In Chile wurde ein striktes Nutzungsverbot erlassen. Auch in Argentinien ist die Art geschützt, es wird aber von einer Nutzung außerhalb von Schutzzonen berichtet. (Siehe auchː  )

## Taxonomie
Die Erstveröffentlichung erfolgte 1782 unter dem Namen (Basionym) Pinus araucana durch Juan Ignacio Molina. Die Neukombination zu Araucaria araucana (Molina) K.Koch wurde 1873 durch Karl Heinrich Koch veröffentlicht. Synonyme für Araucaria araucana (Molina) K.Koch sind: Araucaria imbricata Pav., Araucaria balansae Brong. & Griseb., Araucaria chilensis (Lam.) Mirb., Araucaria dombeyi A.Rich.